# Ludvig Kristensen Daa
Ludvig Kristensen Daa (skrev sig först Daae), född den 19 augusti 1809 i Saltdalen, Nordlands amt, död den 12 juni 1877 i Kristiania (nuvarande Oslo), var en norsk politiker och tidningsman.
Sedan Daa i fyra år besökt Bergens katedralskola, dimitterades han 1826 till universitetet, och som student slöt han sig till det patriotiska och liberala partiet i huvudstaden. Ett års vistelse (1827–1828) hos Christian Krogh på Munkvoll vid Trondhjem blev av stor betydelse för hans politiska åsikter därigenom, att han då fick den varma beundran för de engelska institutionerna, vilken han bibehöll under hela sitt återstående liv. Sannolikt är, att han även hos Krogh lade grunden till sin omfattande kännedom om engelska förhållanden och särskilt engelska språket.
Sedan Daa 1829 kommit tillbaka till Kristiania, blev han en av förkämparna för det parti i studentsamfundet, som ville fira Eidsvoldsdagen, 17 maj. År 1830 utgav han en broschyr om polisens förfarande mot dem, som ville deltaga i firandet. Sedan han 1834 tagit filologisk ämbetsexamen, blev han 1835 docent i historia och geografi vid universitetet. År 1837 blev han, vid tillsättandet av en ordinarie lärarplats i historia, förbigången av P.A. Munch, och 1838 måste han vika för A.M. Schweigaard vid tillsättandet av professuren i nationalekonomi (en vetenskap som Daa studerat i London och Paris).
Missnöjd kastade han sig då in i det politiska livet, för vilket hans begåvning gjorde honom särdeles lämplig. År 1839 ingick han som medarbetare i oppositionstidningen Morgenbladet, och 1842 blev han av Akershus amt invald i stortinget, där han kom i åtnjutande av mycket förtroende och 1845 blev utsedd till president i odelstinget. År 1848 valdes han åter till stortingsman, men hans fullmakt kasserades, och han återvaldes först 1854, då Kristiania utsåg honom till sin representant. Emellertid var han 1839–1851 statsrevisor och 1845–1871 stortingets arkivarie.
År 1849 utnämndes han till rektor i Kristiansand, men tillträdde inte denna post. År 1850 blev han adjunkt och 1852 överlärare vid Kristiania katedralskola. Efter att 1847 ha lämnat Morgenbladet inträdde han 1848 i Kristiania-posten, i vilken han, först såsom redaktör för utrikesavdelningen och sedermera som huvudredaktör, arbetade till 1856. Dessutom redigerade han 1840–1843 Granskeren, i vilken han på ett talangfullt sätt förde oppositionens talan, och 1851–1853 Den norske tilskuer, vilken kan anses som en fortsättning av Granskeren.
År 1862 blev Daa (efter Rudolf Keyser) lektor och 1866 professor i historia vid universitetet. Till hans lärarbefattning hörde även platsen som föreståndare för etnografiska museet, om vilket han inlade stora förtjänster. Som vetenskapsman verkliggjorde han inte de förhoppningar man fäst vid honom, vilket bland annat berodde på, att han inte tillräckligt följde utvecklingen av de vetenskaper han skulle företräda. Han ägde dock omfattande kunskaper i historia, geografi, etnografi med mera och förstod att genom ett spirituellt föredrag ge en tilltalande form åt sina idéer.
Daas enda vetenskapliga arbete i historia, Chr. M. Falsen (1860), anses äga sin märkvärdighet mera som ett försvar för hans övergång till regeringspartiet än genom en korrekt framställning av ämnet. Hans etnografiska arbeten, exempelvis Udsigt over ethnologien (1855) och Om nationaliteternes udvikling I (1869), har sitt egentliga värde som populära översikter. Daa, som med särskilt intresse studerade de finska folkstammarna, företog 1867 tillsammans med J.A. Friis en resa till Finnmarken, Kolahalvön och Finland. De iakttagelser och rön han gjorde under denna färd offentliggjordes dels i en serie tidningsartiklar, dels i Skisser fra Lapland,  Karelstranden og Finland (1870).
Som läroboksförfattare utövade han en gagnande verksamhet och vann stort anseende, särskilt genom sina geografiska läroböcker. Detta är även fallet med en populär Jordbeskrivelse for den norske almue (1857–1859). Daa äger dock sin största betydelse på det journalistiska området. Hans flesta och erkänt bästa artiklar finns i Granskeren. Åren 1846–1847 utgav han en mängd politiska ströskrifter, vilka, liksom hans tidningsuppsatser, utmärker sig genom originalitet i tankegången och stilen samt genom grundlighet i insikter. Åren 1872–1876 redigerade han tidskriften Tids-tavler, vilken behandlade såväl politiska som litterära ämnen.
Daas politiska bana har blivit bedömd på mycket olika sätt. Det lider intet tvivel, att han alltid förblev sina politiska ungdomsideal trogen, fastän yttre förhållanden ofta försatte honom i en svårförklarlig ställning. Först var han medlem av oppositionen, men sedermera närmade han sig regeringen. Slutligen (efter 1869) sökte han åter som oppositionell kandidat vinna plats i stortinget, men lyckades ej. Till sina åsikter var Daa självständig, men gick dock in på modifikationer, när han därigenom ansåg sig kunna främja sina idéer. Partilydnad kunde han likväl ej iakttaga; såväl hans åsikter som hans originella personlighet (vilken dock i det enskilda livet sägs ha ägt de mest älskvärda sidor) hindrade honom därifrån. Många, till vilka han en tid stått i nära förhållande, bröt sedan fullständigt med honom. Mest bekant är hans brytning med Henrik Wergeland.
Daas uppfattning av Norges förhållande till unionen står i ett vida klarare ljus än hans ställning till de inre norska frågorna. I förstnämnda hänseende hyllade han närmast de åsikter, som 1814 representerades av greve Wedel och dennes parti. Hans deltagande i det Skandinaviska sällskapet i Kristiania 1864 och närmast följande år utsatte honom för orättvisa angrepp av den unionsfientliga pressen. Förut (1849) hade hans danska sympatier inlett honom i en strid med P.A. Munch, som han skarpt kritiserade i skriften Om professor Munchs antiskandinaviske historik (samma år) och vars åsikter på några andra områden han likaledes bekämpade.
Daas skandinavism omfattade även Finland, i vilket land han såg en fjärde lem av den skandinaviska enheten. Redan på 1840-talet framställde Daa önskvärdheten av ett nordiskt rättstavningsmöte; 1868 bragte han denna sak åter å bane, och 1869 deltog han i Nordiska rättstavningsmötet i Stockholm. Han var utan tvivel en av Norges märkligaste män under 1800-talet. Att han inte kom att utöva en ännu betydelsefullare verksamhet än han gjorde, berodde delvis på den isolering, i vilken hans egendomligheter försatte honom och som hindrade hans rika anlag att fullt utveckla sig. Det tillbakasättande, varför han vid åtskilliga tillfällen ansåg sig vara föremål, kan visserligen förklara hans bittra utfall mot lyckligare medtävlare, men utgör inte någon heltäckande förklaringsgrund till hans egendomliga politiska bana.